# Kristin Hagel
Kristin Hagel (ur. 4 maja 1976) – kanadyjska lekkoatletka, tyczkarka.

## Osiągnięcia
| Rok  | Impreza                            | Miejsce   | Lokata     | Wynik |
| ---- | ---------------------------------- | --------- | ---------- | ----- |
| 2000 | Młodzieżowe mistrzostwa NACAC U-25 | Monterrey | 3. miejsce | 3,70  |

## Rekordy życiowe
- Skok o tyczce (hala) – 3,82 (2000)